# Hayes-Halbinsel
Koordinaten: 77° 30′ 0″ N, 68° 30′ 0″ W
Hayes-Halbinsel (dänisch Hayes Halvø) ist ein weitestgehend ungebräuchlicher Name für die Halbinsel zwischen Melville-Bucht und Kane Basin. Sie entspricht somit dem von Inughuit bewohnten Teil Nordgrönlands bzw. dem Distrikt Qaanaaq. Sie wird durch den Hvalsund und den 130 km langen Inglefield Bredning (Kangerlussuaq) in eine nördliche Hälfte mit Inglefield Land und Prudhoe Land und eine südliche Hälfte mit Steensby Land zweigeteilt. Ihr westlichster Punkt, Kap Alexander, ist auch der westlichste Punkt der Insel Grönland.
Der Name, eine Benennung nach dem US-amerikanischen Polarforscher Isaac Israel Hayes, wurde 1867 von August Petermann vorgeschlagen, geriet aber bereits zu Beginn des 20. Jahrhunderts weitestgehend außer Gebrauch. Lediglich auf einigen späteren US-amerikanischen Karten taucht der Name noch auf.

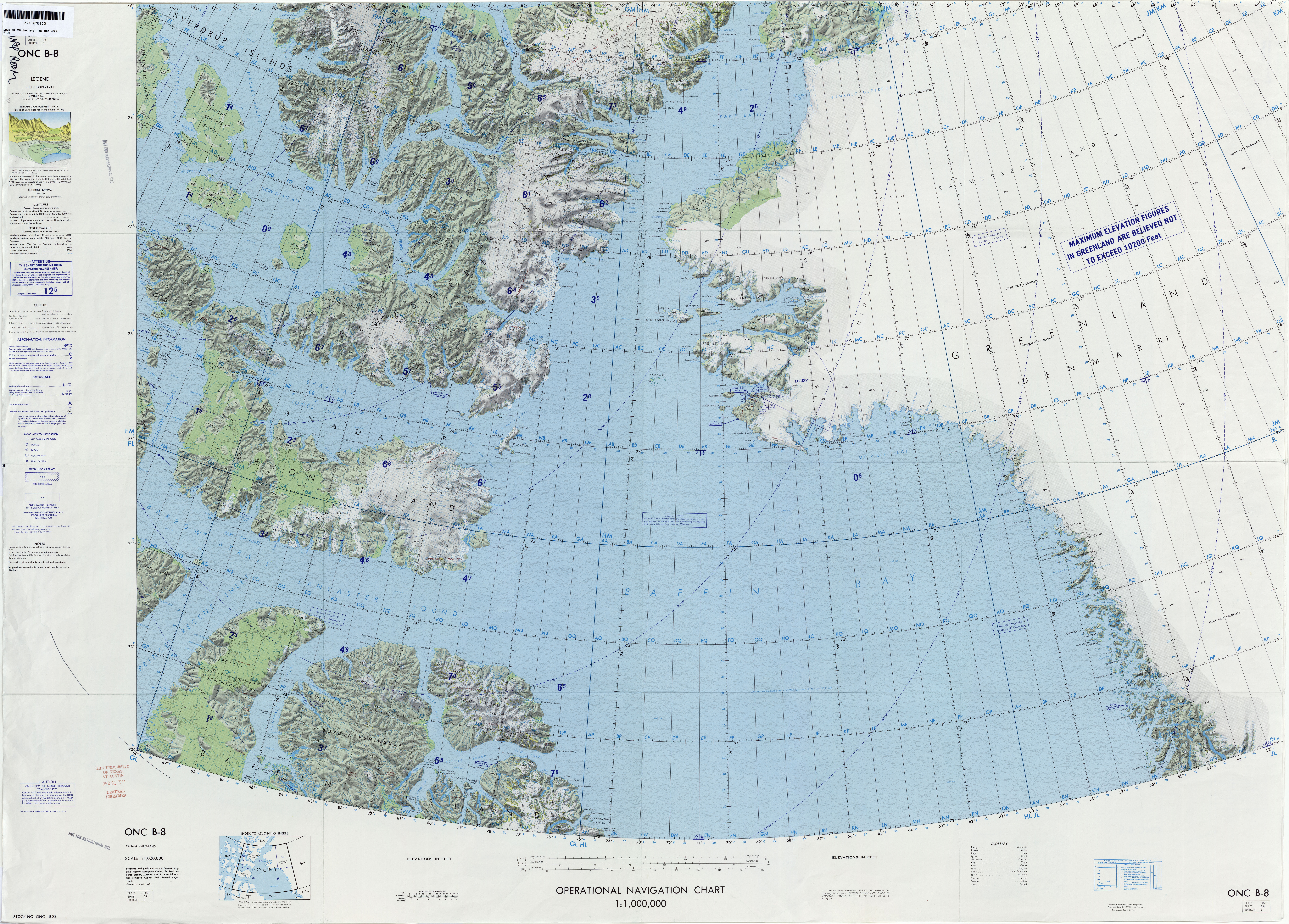
HAYS (sic!) PENINSULA zwischen MELVILLE BUGT und KANE BASIN auf dem Kartenblatt von 1976